# Albania (kommun i Caquetá, lat 1,26, long -75,95)
Albania är en kommun i Colombia.   Den ligger i departementet Caquetá, i den sydvästra delen av landet, 400 km sydväst om huvudstaden Bogotá. Antalet invånare är 6 394. Arean är 417 kvadratkilometer.
Terrängen i Albania är platt åt sydost, men åt nordväst är den bergig.